# 9728 Videen
9728 Videen este un asteroid din centura principală de asteroizi.

## Descriere
9728 Videen este un asteroid din centura principală de asteroizi. A fost descoperit pe 2 martie 1981 la Siding Spring de Schelte J. Bus. Asteroidul prezintă o orbită caracterizată de o semiaxă mare de 2,48 ua, o excentricitate de 0,18 și o înclinație de 7,2° în raport cu ecliptica.